# أنس بوخش
أنس بوخش ( 3 أغسطس 1981  -): إعلامي ورائد أعمال إماراتي. وهو المؤسس المشارك لنادي أهداف الرياضي ومؤسس شركة بوخش براذرز، وشريك في عدة شركات أخرى. وهو عضو مجلس إدارة في مجلس دبي الرياضي.
ذاع صيته بتقديم وإعداد "ABtalks"، وهو سلسلة من المقابلات الحوارية التي تعرض على اليوتيوب، وقد جذبت حلقاته نحو 40 مليون مشاهدة. حاز على جائزة الشارقة لعام 2016. وحاصل على بكالوريوس في الهندسة الميكانيكية من جامعة نورث إيسترن في الولايات المتحدة الأمريكية سنة 2006.

## وصلات خارجية
- الموقع الرسمي
- برنامج صاحبة السعادة حلقة أنس بوخش